# Tăciune

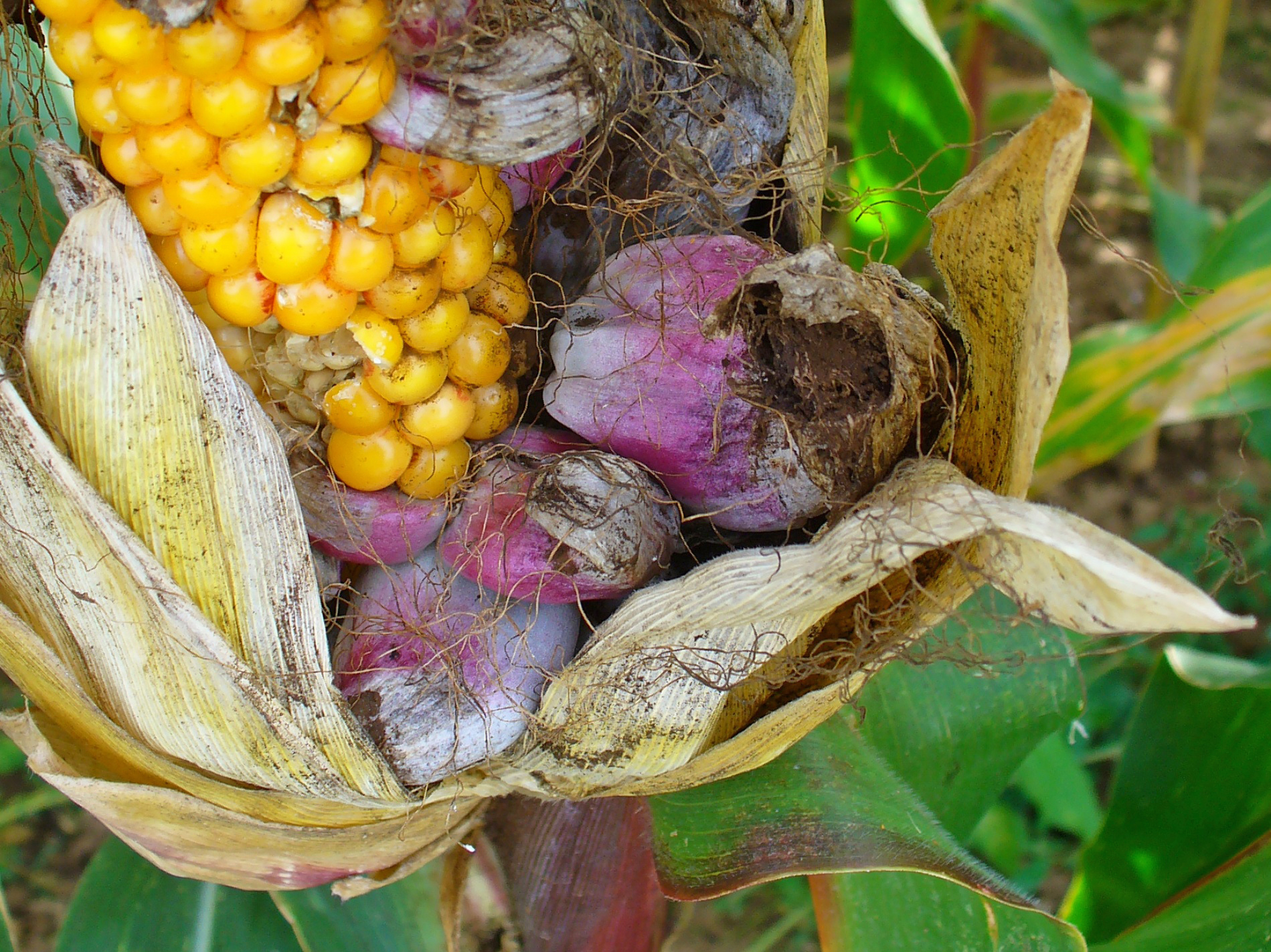
Tăciunele comun al porumbului (produs de Ustilago maydis)

Tăciunele sau cărbunele este o boală a plantelor cerealiere provocată de o ciupercă parazită din ordinul ustilaginale (Ustilaginales) caracterizată prin distrugerea totală sau parțială a părților atacate (inflorescențe, tulpini, frunze) și formarea unor mari cantități de spori (teliospori - clamidospori) cu membrana de culoare închisă, ce se prezintă ca o pulbere de culoare neagră, asemănătoare prafului de cărbune. 
Printre tăciuni se numără 
- tăciunele zburător al grâului (produs de Ustilago tritici)
- tăciunele zburător negru al orzului (produs de Ustilago nigra)
- tăciunele cu pungi sau tăciunele comun al porumbului (produs de Ustilago maydis)
- tăciunele îmbrăcat al orzului (produs de Ustilago hordei)
- tăciunele îmbrăcat al ovăzului (produs de Ustilago levis)
- tăciunele zburător al ovăzului (produs de Ustilago avenae)
- tăciunele prăfos al inflorescențelor de porumb (produs de Sorosporium holci-sorghi)
- tăciunele frunzelor și tulpinilor de secară (produs de Urocystis occulta)
- tăciunele prăfos al porumbului (produs de Sphacelotheca reiliana)